# 학교법인 청원학원
학교법인 청원학원(學校法人 靑園學園)은 대한민국의 사학 재단으로 유아교육기관과 초등교육기관, 중등교육기관을 설치 및 운영한다. 초대 이사장은 이인근이다.

## 역사
학교법인 청원학원의 전신은 고려영수학관으로, 대한민국의 정치인이자 교육자인 이인근이 1952년 3월 5일에 고려영수학관의 인가를 얻고 학관장에 오르며 세워졌다.
1955년 3월 17일에 재단법인 고흥학원의 설립 인가를 얻었고, 4월 27일에 고흥중학교의 설립 인가를 얻어 이인근이 초대 교장으로 취임했다. 1957년 2월 29일에 재단법인 고흥학원의 정관을 변경하고 고흥중학교와 고흥상업고등학교의 경영 인가를 얻었으며, 4월 10일에 고흥상업고등학교의 이름을 성동상업고등학교로 바꾸었다. 1961년 4월 26일에 성동상업고등학교와 고흥중학교의 이름을 동대문상업고등학교와 동대문중학교로 바꾸었다. 1965년 11월 23일에 학교법인 고흥학원의 정관을 바꾸고 풍인국민학교의 경영 인가를 추가로 얻었으며, 1966년 12월 30일에 풍인유치원의 설립 인가를 얻었다.
1972년 4월 21일에 학교법인 고흥학원의 정관을 바꾸고 학교법인 청원학당으로 이름을 바꾸었다. 1988년 11월 28일에 학교 이전 계획에 따라 위치를 동대문구 용두동에서 노원구 상계동으로 옮겼으며, 학교 이름도 풍인유치원에서 청원유치원으로, 풍인국민학교에서 청원국민학교로, 동대문중학교에서 청원중학교로 각각 바꾸었다. 1989년 3월 2일에 청원고등학교를 개교했으며, 1998년 1월 24일에 동대문상업고등학교의 이름을 청원정보산업고등학교로 바꾸었고, 2001년 3월 2일에 청원여자고등학교를 새로 세웠다. 청원정보산업고등학교는 2003년 2월 11일에 폐교됐다.
2009년 7월 28일에 학교법인 청원학당의 정관을 바꾸고 학교법인 청원학원으로 이름을 바꾸었다.

## 사건 및 사고
1971년 9월 23일에 서울시 교육위원회가 서울시내 사학 재단의 실태를 일제 조사한 결과를 밝혔는데, 사립학교법인이 학교 운영비에 충당하도록 돼 있는 수익용 기본재산 법정기준액이 크게 모자라는 재단 가운데 학교법인 고흥학원도 포함돼 있었다.
2012년에 서울특별시교육청이 3월 20일부터 4월 9일까지 학교법인 청원학원을 대상으로 특정감사를 벌인 결과 학교법인 청원학원의 상임이사를 겸하던 전 청원고등학교 교장의 교비 횡령과 교원 임용 부정, 공사비 지출 서류 허위 작성 등의 불법 행위를 확인해 6월 18일에 이사 7명과 감사 1명 등 임원 전원의 승인을 취소했다. 서울특별시교육청은 또한 이사진의 승인 취소가 확정될 때까지 60일동안 다른 이사를 선임할 수 없도록 선임권을 정지시켰다.

## 구성 학교
- 청원고등학교
- 청원여자고등학교
- 청원중학교
- 청원초등학교
- 청원유치원

### 폐교
- 청원정보산업고등학교